# هزینه استهلاک

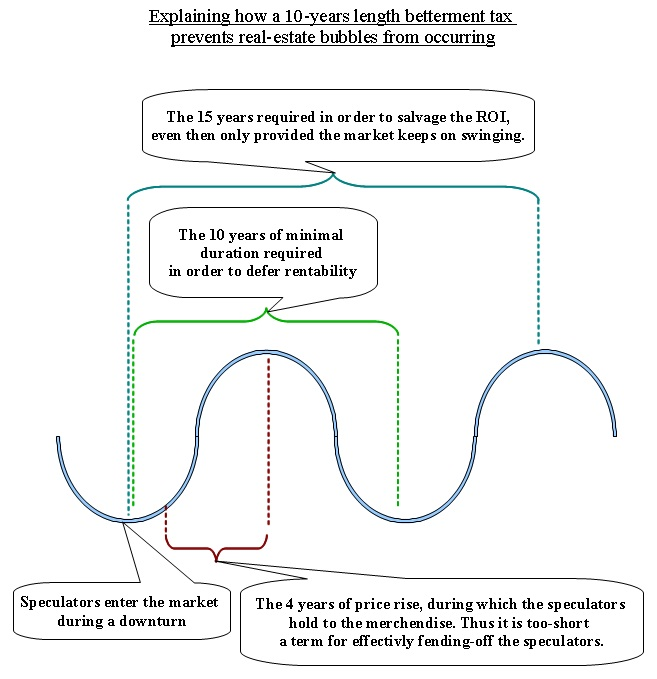

هزینه استهلاک (به انگلیسی: Betterment) دارایی‌های ثابت با گذشت زمان و با استفاده، دچار فرسایش، کهنگی و فرسودگی ناشی از استفاده، خواهند شد و به تدریج فایده خود را از لحاظ انجام دادن عملیات یک مؤسسه، از دست می‌دهند.
حسابداری سعی می‌کند، این کاهش فایده رسانی دارایی‌های ثابت را، به روش معقول و منطقی محاسبه کند، که به آن، هزینه استهلاک می‌گویند.
تعریف استهلاک در حسابداری عبارتست از: سرشکن کردن و تخصیص دادن بهای تمام شده دارایی ثابت، به طریقی معقول و منظم، به دروه استفاده از آن.
عوامل هزینه استهلاک شامل: بهای تمام شده دارایی ثابت، ارزش اسقاط و عمر مفید دارایی می‌باشد. این عوامل برای محاسبه هزینه استهلاک مورد نیاز می‌باشند.